# Olympische Winterspiele 2022/Teilnehmer (Luxemburg)
| Gelbes Symbol für Goldmedaillen mit stilisierten Olympischen Ringen | Graues Symbol für Silbermedaillen mit stilisierten Olympischen Ringen | Braundes Symbol für Bronzemedaillen mit stilisierten Olympischen Ringen |
| ------------------------------------------------------------------- | --------------------------------------------------------------------- | ----------------------------------------------------------------------- |
| —                                                                   | —                                                                     | —                                                                       |

Luxemburg nahm an den Olympischen Winterspielen 2022 in Peking zum zehnten Mal in seiner Geschichte an Olympischen Winterspielen teil. Zur Delegation gehörten zwei Sportler, je eine Frau und ein Mann, die im Ski Alpin antraten.

## Teilnehmer nach Sportarten

### Ski Alpin
| Athleten        | Wettbewerbe  | 1. Lauf     | 1. Lauf | 2. Lauf       | 2. Lauf       | Gesamt        | Gesamt        |
| Athleten        | Wettbewerbe  | Zeit        | Rang    | Zeit          | Rang          | Zeit          | Rang          |
| --------------- | ------------ | ----------- | ------- | ------------- | ------------- | ------------- | ------------- |
| Frauen          |              |             |         |               |               |               |               |
| Gwyneth ten Raa | Riesenslalom | DNF         | DNF     | ausgeschieden | ausgeschieden | ausgeschieden | ausgeschieden |
| Gwyneth ten Raa | Slalom       | DNF         | DNF     | ausgeschieden | ausgeschieden | ausgeschieden | ausgeschieden |
| Männer          |              |             |         |               |               |               |               |
| Matthieu Osch   | Riesenslalom | 1:10,60 min | 34      | 1:15,94 min   | 28            | 2:26,54 min   | 28            |
| Matthieu Osch   | Slalom       | DNF         | DNF     | ausgeschieden | ausgeschieden | ausgeschieden | ausgeschieden |